# Walsh McDermott
Walsh McDermott (* 24. Oktober 1909 in New Haven; † 17. Oktober 1981 in Pawling) war ein US-amerikanischer Mediziner. Er war Professor für Medizin und Public Health an der Cornell University (Medical College).

## Leben
McDermott war der Sohn eines niedergelassenen Arztes, besuchte die Phillips Academy in Andover und studierte an der Princeton University mit dem Bachelor-Abschluss 1930 und Medizin an der Columbia University mit dem M.D. 1934. Seine Facharztausbildung absolvierte er am New York Hospital, das mit der Cornell University verbunden war. 1935 erkrankte er schwer an Tuberkulose, war sieben Monate im Trudeau Sanatorium am Saranac Lake (und die folgenden zwanzig Jahre regelmäßig Patient im New York Hospital) und war danach an der Syphilis-Klinik des New York Hospital. 1942 wurde er Leiter der Abteilung Infektionskrankheiten am New York Hospital und er leitete dort die Tests zum Beispiel von Penicillin (das sich als sehr wirksam gegen Syphilis erwies, so dass die Spezialklinik geschlossen werden konnte, die vorher vor allem arsenhaltige Substanzen verabreichte) und bald darauf weiteren Antibiotika und Isoniazid gegen Tuberkulose. Außerdem erforschte er die Resistenz von Mikroben gegen Chemotherapeutika. Obwohl er selbst keine formale Laborausbildung hatte, leitete er sein Labor erfolgreich, wobei er von René Dubois vom Rockefeller Institute unterstützt wurde, mit dem er befreundet war. 1955 wurde er zusätzlich Professor für Public Health und Vorsitzender der Abteilung Public Health am New York Hospital, was er bis 1972 blieb. Ab den 1970er Jahren war er vielfach für die Robert Wood Johnson Foundation tätig.
In den 1950er Jahren engagierte er sich verstärkt in der öffentlichen Gesundheit, beginnend mit seiner Bekämpfung der Tuberkulose bei den Navajo-Indianern. Das erweiterte sich zu einem Interesse für Gesundheitsfürsorge in Entwicklungsländern und er saß in vielen Komitees für internationale Hilfe, zum Beispiel 1958 bis 1973 im Beratungskomitee der WHO für Tuberkulose.
Er war sieben Jahre im New York City Board of Health  und war der erste Vorsitzende des Health Research Council von New York City. Er war seit 1967 Mitglied der National Academy of Sciences (NAS) und 1967 der Vorsitzende von dessen Board of Medicine. Später wurde er Mitglied des Institute of Medicine der NAS. Er war Mitglied der American Academy of Arts and Sciences (seit 1969), Honorary Fellow des Royal College of Physicians in London und im Council of Foreign Relations. 1955 erhielt er den Lasker~DeBakey Clinical Medical Research Award.
1948 wurde er Managing Editor und 1952 Editor des American Review of Tuberculosis (heute American Review of Respiratory Disease) und blieb dies zwanzig Jahre. 1963 erhielt er die Trudeau Medal der National Tuberculosis Association, 1968 den James D. Bruce Memorial Award des American College of Physicians und 1969 den Woodrow Wilson Award der Princeton University.
1940 heiratete er Marian MacPhail, die Journalistin wurde und im Herausgebergremium von Life Magazine war.
Er war ab der zehnten Auflage 1959 Herausgeber des The Cecil-Loeb Textbook of Medicine und löste die ersten Herausgeber Russell Cecil und Robert Loeb ab (das Buch erschien seit 1928, damals als The Cecil Textbook of Medicine). Mit Paul B. Beeson gab er es bis 1979 heraus.